# B.I.T.online
B.I.T.online (auch BIT online) – mit dem Untertitel: Zeitschrift für Bibliothek, Information und Technologie mit aktueller Internet-Präsenz: www.b-i-t-online.de – ist eine deutschsprachige bibliothekarische Fachzeitschrift, die über aktuelle Entwicklungen sowie technische Anwendungen im Bibliothekswesen vornehmlich im deutschsprachigen Raum informiert. Sie wurde 1998 gegründet und erscheint vierteljährlich im Wiesbadener Verlag Dinges & Frick.

## Die Fachzeitschrift
Zu den Gründern der B.I.T.online gehörte unter anderem der deutsche Bibliothekar Rolf Fuhlrott, der von Gründung 1998 bis 2008 Chefredakteur der Zeitschrift sowie bis 2011 auch deren Mitherausgeber war. Inzwischen wird die B.I.T.online vom Verlag Dinges & Frick GmbH herausgegeben.
Nachfolger von Fuhlrott als Chefredakteur waren von 2008 bis 2009 der damalige Direktor der Karlsruher KIT-Bibliothek, Christoph-Herbert Schütte, und von 2010 bis Februar 2011 der Bibliothekar Michael Mönnich (ebenfalls KIT-Bibliothek Karlsruhe). Seitdem wird die Redaktion vom Leiter der Bibliothek der ETH Zürich, Rafael Ball, geleitet.
Gegründet wurde die B.I.T.online mit dem Ziel, das aufkommende Internet zu nutzen und sie „als erste bibliothekarische Zeitschrift im deutschsprachigen Raum in diesem Medium vollinhaltlich zu präsentieren“, „allerdings in der Umbruch- und Übergangsphase mit einer begleitenden Printausgabe“ in modernem Layout. Die Beiträge stammen von Fachleuten auf dem Gebiet der Bibliothekswissenschaft, der Bibliotheksbauplanung, der Archivkunde und dem Einsatz von modernen Informationssystemen etc.
Der Inhalt der Fachzeitschrift besteht aus variabel angelegten Rubriken wie: „Abstracts“ (in deutscher, englischer und französischer Sprache); wissenschaftlichen „Fachbeiträgen“; „Nachrichten“; „Reportagen“ zu Symposien, Institutionen und Bibliotheksneubauten; „Firmenporträts“; „Digital News“ über Neues in EDV/Multimedia/Telekommunikation; „Termine“ sowie „Kurz Notiert“ mit u. a. Hinweisen aus der Branche und Personalia; zahlreichen „Rezensionen“ und der Rubrik „Neue Produkte“ mit Informationen über Firmenerzeugnisse und Dienstleistungen. Außerdem enthält jede Ausgabe ein umfangreiches Herstellerverzeichnis. Zu bestimmten Themen erscheinen Sonderhefte, wie zum Beispiel das BIX-Magazin mit den jeweils aktuellen Ergebnissen des nationalen Leistungsvergleichs für Bibliotheken im Bibliotheksindex BIX.

## DerB.I.T.online-Innovationspreis
In Kooperation mit dem Berufsverband Information Bibliothek (BIB) vergibt die Zeitschrift jährlich den B.I.T.online-Innovationspreis, der zur Förderung angehender Kollegen zur besseren Nutzung kreativen Potentials in der Ausbildung dienen soll und mit dem jeweils drei Diplom-, Bachelor- bzw. Projektarbeiten ausgezeichnet werden. Die Auszeichnung ist mit einem Preisgeld von 500 Euro dotiert. Die prämierten Arbeiten werden auf dem jährlichen Deutschen Bibliothekartag präsentiert. Außerdem erhalten die Preisträger und die Autoren von drei weiteren eingereichten Arbeiten eine einjährige kostenlose Mitgliedschaft im Berufsverband Information Bibliothek.